# Генадий Корчански
Генадий (на гръцки: Γεννάδιος) е православен духовник, митрополит на Охридската архиепископия и Вселенската патриаршия.

## Биография
Избран е за корчански митрополит на Охридската архиепископия в Цариград на 6 октомври 1766 година. Генадий Корчански заедно с Григорий Гревенски, Герман Воденски, Ананий III Струмишки, Евтимий II Костурски и Никифор Сисанийски се оплаква пред Цариградската патриаршия от лошото състояние на Охридската архиепископия и успява да постигне закриването ѝ в 1767 година.
Генадий е първият митрополит на Патриаршията в Корча и след закриването на Архиепископията в 1767 година. Титлата му е Корчански и Селасфорски (Κορυτσάς και Σελασφόρου) и заема 75-о място в списъка на митрополитите на Константинополската патриаршия.